# 仁右衛門島

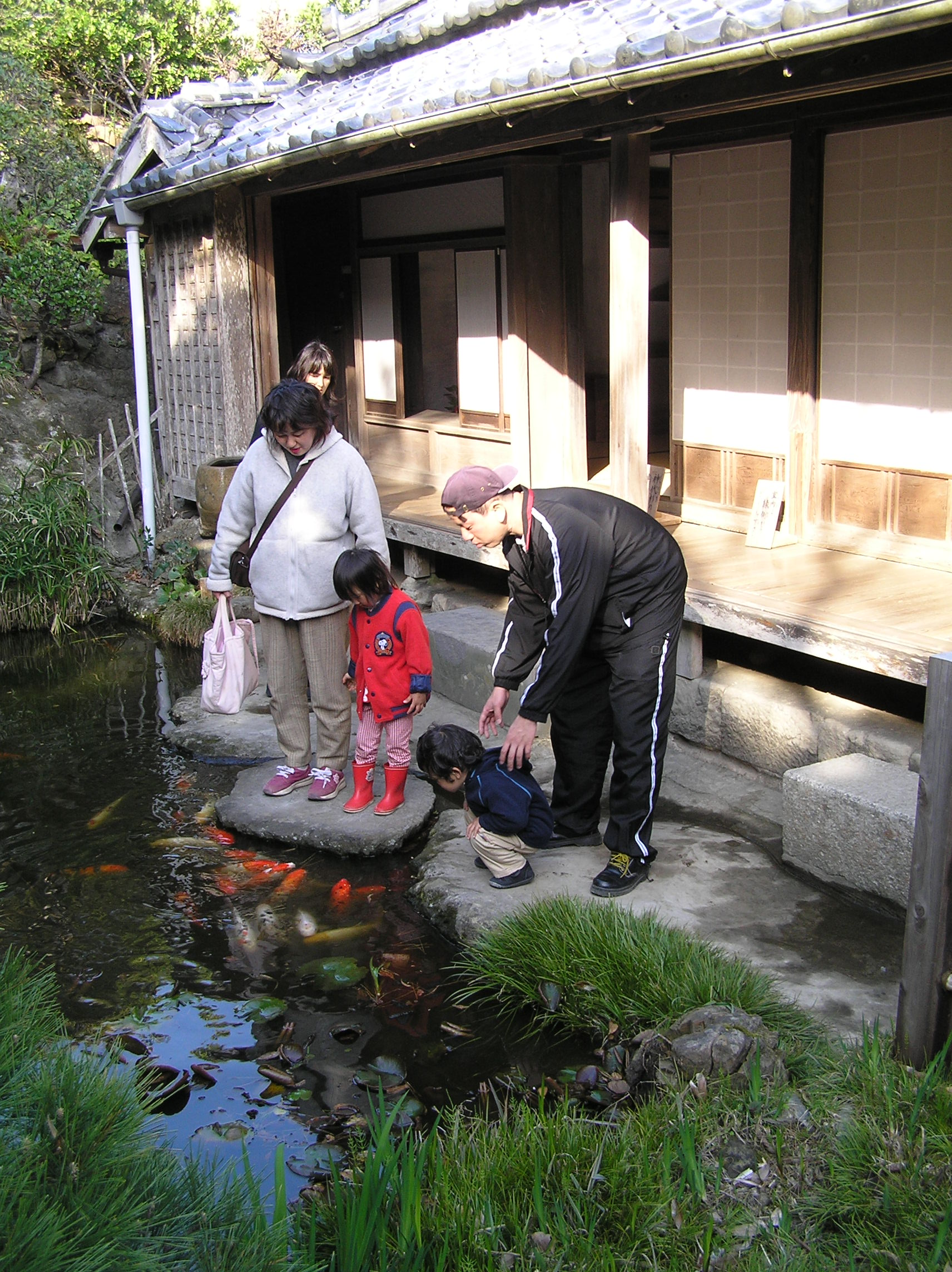
平野仁右衛門家

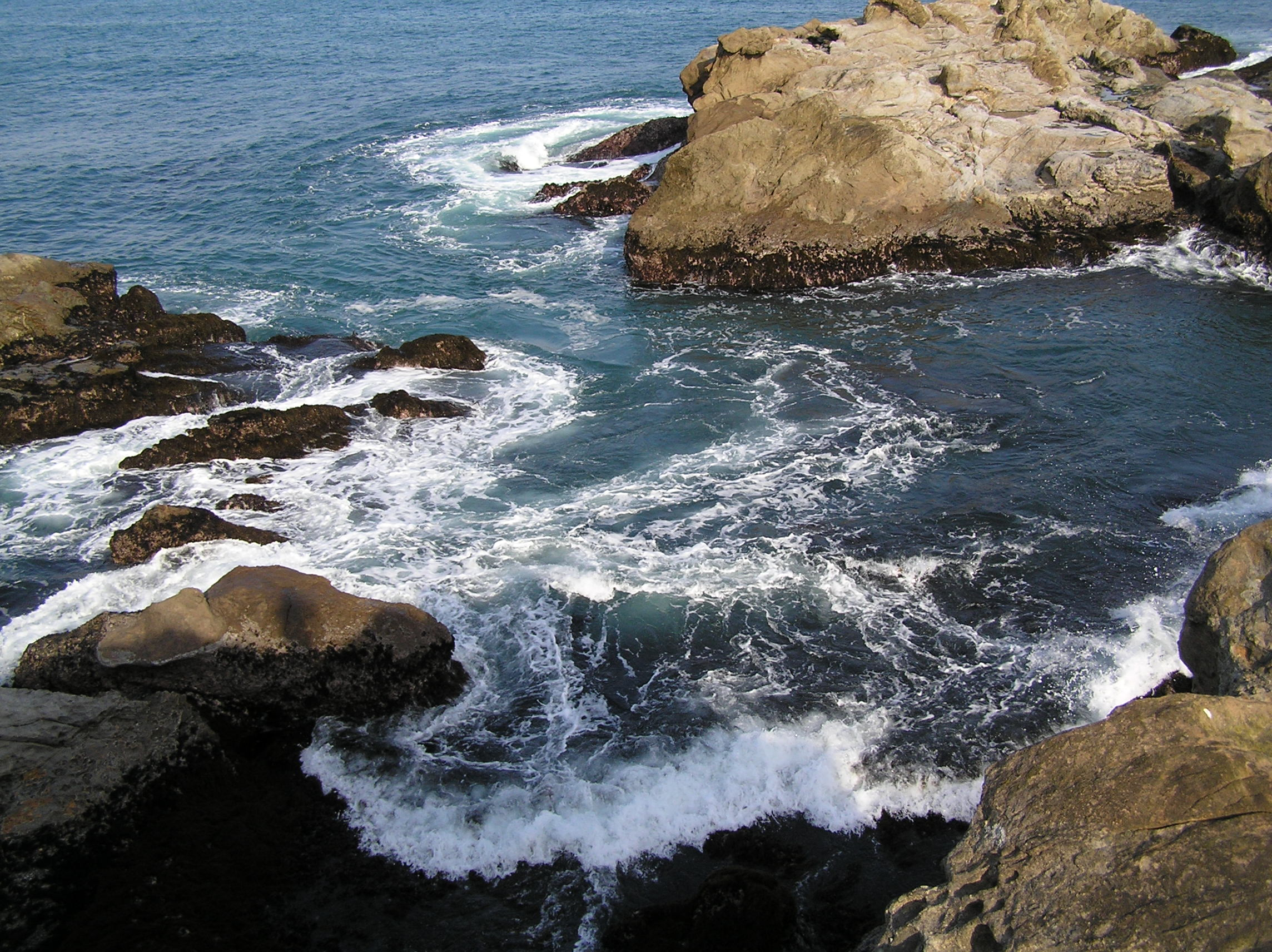
仁右衛門島南西側の海岸

仁右衛門島（にえもんじま）は、千葉県鴨川市太海の沖合約200メートルにある島。全島砂岩よりなる周囲約4キロメートルの島で、千葉県では最も大きな島かつ唯一の有人島である。源頼朝や日蓮の伝説で知られ、個人所有ではあるが千葉県指定名勝となっているほか、新日本百景にも選ばれている。
初代島主・平野仁右衛門の名に因み、この名前になったといわれている。なお、北部に江戸時代に建立された蓬島弁財天祠があり、「蓬島」の別名があったともいわれる。

## 伝説
治承4年（1180年）、石橋山の戦いに敗れた源頼朝が安房に逃れた際、島主の仁右衛門に助けられ、この島で平家軍から一時身を隠し、再挙を図ったと言い伝えられる。このとき仁右衛門に頼朝から「平野」姓と島周辺の漁業権が与えられたという。歴史的資料は元禄16年（1703年）の地震で消失してしまい詳細は定かでないが、島は個人所有で、平野一族のみが代々暮らしてきたとされる。
島の東部には、石橋山の戦いに敗れた源頼朝が、夜襲を避けて潜伏したとされる洞窟や、日蓮が朝日を拝したと伝えられる神楽岩があり、正一位福女稲荷（ふくめいなり）大明神が祀られている。
島主の平野家家屋は海沿いにあったが、元禄地震の影響で宝永元年（1704年）に島の中央に建て直され、築300年以上の建物として観光客に公開されている。

## 植生
夏涼しく冬暖かく、四季を通じて植生が豊かで花が咲き乱れる。特にキンギンナスビ（金銀針茄子）という珍しい植物をはじめ、イソギク、ハマカンゾウなどの海浜植物、ソテツなどの暖地性植物も豊富に見られる。

## 地理
- 鴨川市太海浜445
- 面積約0.03km2
- 標高 不明

## 観光名所
- 神楽岩
- 島主（平野家）住居
- 芭蕉塚
- 亀岩
- 源頼朝のかくれ穴

## 交通
JR内房線太海駅より徒歩12分、太海漁港の乗船場より手漕ぎの渡し舟 で約5分。1350円、中学生1050円、5歳～小学生950円（往復乗船料、島の観覧料）。午前8時半から午後5時まで随時運行。
1971年公開の映画『ガメラ対深海怪獣ジグラ』には、この島が登場するシーンがある。古風な服装をする島民を見て主人公たちはタイムトラベルをしたと勘違いするが、島民はラジオを携行しており、島に関する伝承も紹介されている。
太海はつげ義春の漫画『ねじ式』の舞台となった場所としても有名で、作中の一シーンに描かれた場所が残されている。